# Подрубеж
Подрубеж, также Рубеж, (бел. Падрубеж, Рубеж) — деревня в Червенском районе Минской области Беларуси. Входит в состав Ляденского сельсовета.

## Географическое положение
Расположена в 25 километрах к юго-востоку от Червеня, в 87 км от Минска, в 16 км от железнодорожной станции Гродзянка на линии Гродзянка—Верейцы.

## История
Населённый пункт известен с XIX века. Согласно переписи населения Российской империи 1897 года урочище при околице Матусова, входившее в состав Юровичской волости Игуменского уезда Минской губернии, здесь было 7 дворов, проживали 45 человек. На начало XX века насчитывало 6 дворов и 28 жителей. На 1917 год урочище в составе Хуторской волости, где было 6 дворов, 37 жителей. 20 августа 1924 года вошло в состав вновь образованного Хуторского сельсовета Червенского района Минского округа (с 20 февраля 1938 — Минской области). Согласно переписи населения СССР 1926 года урочище, где насчитывалось 12 дворов, проживали 64 человека. Во время Великой Отечественной войны деревня была оккупирована немецко-фашистскими захватчиками в июле 1941 года, 5 её жителей не вернулись с фронта. Освобождена в июле 1944 года. На 1960 год население деревни составило 22 человека. В 1980-е годы деревня относилась к колхозу «Знамя Октября». На 1997 год здесь было 2 дома и 5 жителей. На 2013 год один жилой дом, один житель.

## Население
- 1897 — 7 дворов, 45 жителей
- начало XX века — 6 дворов, 28 жителей
- 1917 — 6 дворов, 37 жителей
- 1926 — 12 дворов, 64 жителя
- 1960 — 22 жителя
- 1997 — 7 дворов, 10 жителей
- 2013 — 1 двор, 1 житель